# Избица-Куявска (гмина)
Избица-Куявска (пол. Izbica Kujawska) — гмина (волость) в Польше, входит как административная единица в Влоцлавский повет, Куявско-Поморское воеводство. Население — 8056 человек (на 2004 год).

## Сельские округа
1. Аугустыново
2. Бленна
3. Бленна-А
4. Бленна-Б
5. Хоцишево
6. Цеплинки
7. Цеплины
8. Длуге
9. Гонсёрово
10. Гроховиска
11. Хеленово
12. Юзефово
13. Казанки
14. Казимерово
15. Коморово
16. Мхувек
17. Мечиславово
18. Модзерово
19. Начахово
20. Нова-Весь
21. Обалки
22. Пасека
23. Скарбаново
24. Соколово
25. Щкувек
26. Слязево
27. Смелы
28. Свентославице
29. Свишевы
30. Тымень
31. Ветшиховице
32. Вищелице
33. Вулька-Коморовска
34. Здзиславин
35. Цеплины-Буды
36. Смельник

## Соседние гмины
1. Гмина Бабяк
2. Гмина Бонево
3. Гмина Любранец
4. Гмина Пшедеч
5. Гмина Топулька